# Boris Kobe
Boris Kobe, slovenski arhitekt in slikar, konservator * 9. oktober 1905, Ljubljana, † 3. maj 1981.

## Življenje
Kobe se je rodil v Ljubljani. Študiral na  Tehniški fakulteti v Ljubljani na oddelku za arhitekturo pri arhitektu Jožetu Plečniku in diplomiral leta 1929. Med vojno je bil interniran v Dachau in v Allachu, kjer je  ob koncu vojne oblikoval in izrisal simbolične tarok karte s taboriščnimi scenami. Že pred vojno se je ukvarjal z načrtovanjem stavb (npr. Otroško zavetišče za Bežigradom) in drobnimi ureditvami (Vodnjak v Zvezdi). Po koncu druge svetovne vojne se je ukvarjal s konservatorstvom in s prostorsko premišljenimi postavitvami javnih spomenikov (Urh, Ljubelj, Dražgoše, pokopališče v Gradcu / Grazu, B. Kidrič v Ljubljani). Bil je med najbolj aktivnimi pri prenovah, zlasti v srednjeveškem jedru Ljubljane, kjer je deloval kot vodilni konservator (Stari trg, Novi trg). Veliko je slikal in sodeloval pri izdelavi sgrafitov (npr. Magistrat). 
Prešernovo nagrado je prejel leta 1977 za arhitekturo, slikarstvo, oblikovanje spomenikov, knjižno ilustracijo in pedagoško delo.

## Družina
Poročen je bil z Valentino Grošelj. Sin Jurij je arhitekt, univerzitetni predavatelj in risar/slikar. 

## Dela
- Spomenik žrtvam, Urh pri Ljubljani (s kiparjema Karlom Putrihom in Zdenkom Kalinom), 1948-1955
- Spomenik internirancem, Ljubelj, 1950-1954 (kip: kovač Jože Bertoncelj)
- Spomenik partizanom, Vrhnika (s kiparjem Borisom Kalinom)
- Spomenik pionirjem, Tivoli v Ljubljani (s kiparjem Zdenkom Kalinom), 1962
- Spomenik Borisu Kidriču (s kiparjem Zdenkom Kalinom), 1960
- Spomenik v Dražgošah, kipar Stojan Batič, mozaik Ive Šubic, 1976